# Мятлик дубравный
Мя́тлик борово́й, или Мятлик дубра́вный, или Мятлик лесно́й (лат. Pōa nemorālis) — многолетнее растение; вид рода Мятлик (Poa) семейства Злаки (Poaceae); кормовая трава.

## Распространение и экология
Общий ареал — Западная Европа, вся территория России, Малая, Центральная и Восточная Азия и Северная Америка.
Как правило, встречается в различных типах хвойно-широколиственных и широколиственных лесов из дуба, бука, ясеня и граба; в еловых и сосновых лесах встречается реже. Отмечен также на высокогорных лугах, выходах гранитов в и долинах крупных рек.
Размножается семенами и вегетативно. Наиболее мощного развития растение достигает со 2-го года жизни. Морозостойко, к почвам не требовательно.

## Ботаническое описание

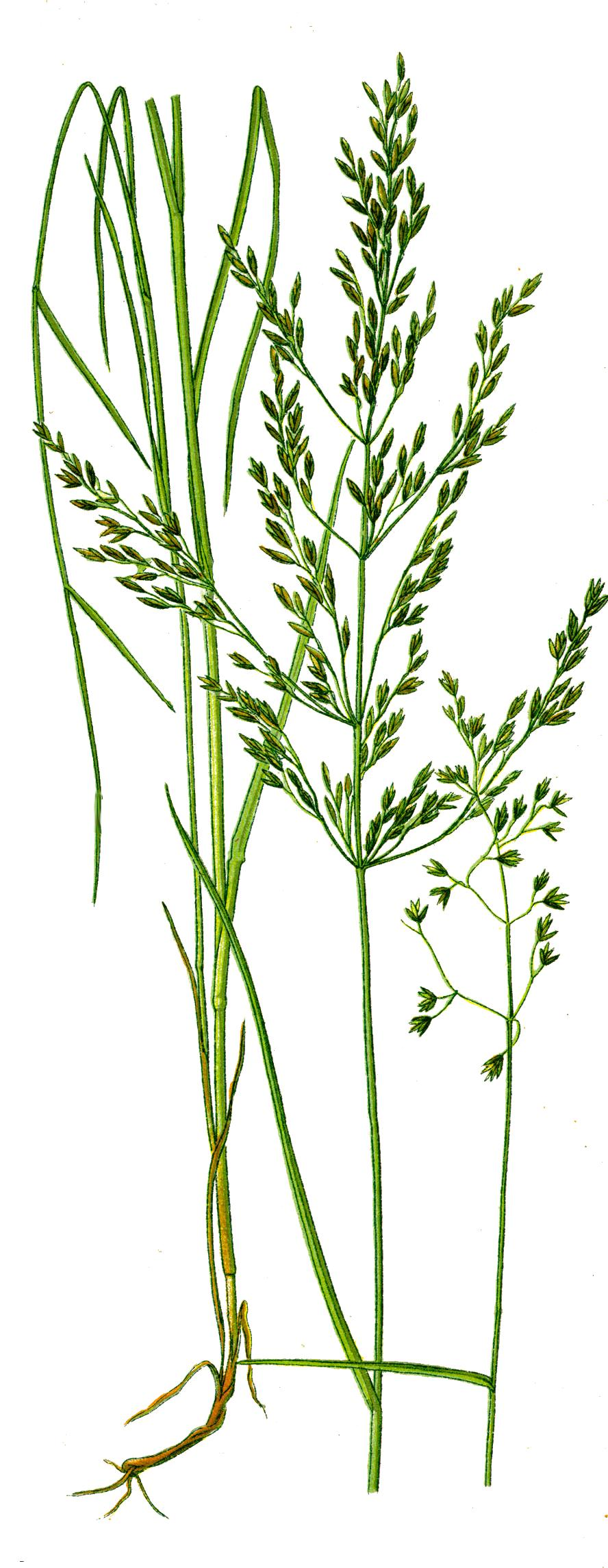

Многолетнее растение высотой от 20 до 100 см. Корневая система поверхностная, тонкая, разветвлённая.
Генеративные побеги гладкие, хорошо облиственные, образуют основную массу травостоя. Листья узкие, плоские, бывают вдоль сложенные, линейные, удлинённо-ланцетовидные, у основания расширенные, влагалища светло-зелёные, в то время как стебли над ними тёмно-зелёные.
Язычок длиной до 1 мм или почти отсутствует. Метёлка длиной от 3 до 15 см, более или менее раскидистая, зелёная или золотисто-лиловая.
Цветение в июне, плодоношение в июле.

## Значение и применение
Растение не пригодно для пастбищного использования — после стравливания отрастает медленно, а при интенсивном выпасе выпадает. Хорошо поедается крупным рогатым скотом, лошадьми и козами. Питательная ценность вряд ли выше среднего лугового или злакового сена. Может представлять интерес для искусственных сенокосных лугов создаваемых на затенённых местоположениях.
По наблюдениям в Кабардино-Балкарии поедается западнокавказским туром (Capra caucasica).

## Охрана
Включён в Красную книгу Калмыкии в России и в Красную книгу Закарпатской области Украины.
| Фаза         | Воды (%) | От абсолютного сухого вещества в % | От абсолютного сухого вещества в % | От абсолютного сухого вещества в % | От абсолютного сухого вещества в % | От абсолютного сухого вещества в % | Источник и район                     |
| Фаза         | Воды (%) | золы                               | протеина                           | жира                               | клетчатки                          | БЭВ                                | Источник и район                     |
| ------------ | -------- | ---------------------------------- | ---------------------------------- | ---------------------------------- | ---------------------------------- | ---------------------------------- | ------------------------------------ |
| Цветение     | 8,7      | 9,5                                | 8,5                                | 2,7                                | 36,8                               | 42,5                               | Котов, Опперман и др., 1941, Украина |
| Цветение     | —        | 7,0                                | 11,5                               | 2,7                                | 32,3                               | 46,5                               | Попов и др., 1944                    |
| Плодоношение | 5,1      | 7,9                                | 7,3                                | 2,2                                | 26,0                               | 56,6                               | Плешко и Пехачек,1944, Таджикистан   |

## Ботаническая классификация

### Синонимы
По данным The Plant List на 2013 год, в синонимику вида входят:
- Agrostis alba (L.) Lunell
- Agrostis alba L.
- Agrostis aristata Sinclair ex Steud., nom. inval.
- Agrostis conferta Willd. ex Steud., nom. inval.
- Agrostis cremenica Besser ex Steud., nom. inval.
- Agrostis disticha Schweigg. ex Steud., nom. inval.
- Aira elodes Brign.
- Aira helodes Steud., nom. inval.
- Aira petraea Bellardi ex Steud., nom. inval.
- Catabrosa elodes (Brign.) Roem. & Schult.
- Catabrosa helodes Roem. & Schult.
- Dactylis capitata (Spreng.) Schult. & Schult.f., nom. illeg.
- Decandolia alba (L.) T.Bastard
- Eragrostis tenuis Steud.
- Festuca asperrima Hornem. ex Steud., nom. inval.
- Festuca capitata Balb. ex Spreng.
- Festuca depauperata Bertol.
- Milium album (L.) Lag.
- Paneion nemorale (L.) Lunell
- Poa acmocalyx Keng f. & L.Liu
- Poa adjarica (Sommier & Levier) A.P.Khokhr.
- Poa alexeenkoi (Tzvelev) Czerep.
- Poa asperula Steud.
- Poa balbisii Parl.
- Poa balfourii auct.
- Poa caespitosa Poir.
- Poa cinerea Vill.
- Poa coarctata Haller f. ex Gaudich.
- Poa debilis Thuill.
- Poa dubia Suter, nom. illeg.
- Poa eligulata Pavlov, nom. illeg.
- Poa firma Wormsk. ex Roem. & Schult., nom. inval.
- Poa firmula (Gaudich.) Gray
- Poa glaucantha Schleich. ex Gaudin
- Poa glaucescens Roth
- Poa gmelinii Koeler, nom. illeg.
- Poa gracilescens Schrad.
- Poa hypanica Prokudin
- Poa juncea Suter
- Poa juncoides Gaudich
- Poa korshunensis Golosk.
- Poa lapponica Prokudin
- Poa marginata Willd., nom. inval.
- Poa montana All., nom. illeg.
- Poa muralis Honck.
- Poa parnellii Bab.
- Poa pilipes Keng f. ex Shan Chen
- Poa polymorpha Wibel
- Poa pseudocaesia Schur, nom. inval.
- Poa pyramidalis Clairv., nom. illeg.
- Poa rariflora Desf., nom. illeg.
- Poa recta Willd. ex Steud., nom. inval.
- Poa salebrosa Panz. ex Steud., nom. inval.
- Poa scheuchzeri Suter
- Poa scopulorum Butters & Abbe
- Poa setifolia J.W.Zetterst., nom. illeg.
- Poa subpolaris Kuvaev
- Poa tenuis Clairv.
- Poa tenuis Elliott, nom. illeg.
- Poa ×tormentuosa Butters & Abbe
- Poa variegata Host ex Kunth, nom. inval.
- Vilfa alba (L.) P.Beauv.
- Vilfa neglecta P.Beauv. ex Steud., nom. inval.